# Vehkajärvi (sjö i Södra Karelen)
Vehkajärvi är en sjö i Finland. Den ligger i kommunen Ruokolax i landskapet Södra Karelen, i den södra delen av landet, 240 km nordost om huvudstaden Helsingfors. Vehkajärvi ligger 87,9 meter över havet. Den är 8,63 meter djup. Arean är 2,44 kvadratkilometer och strandlinjen är 17,01 kilometer lång. Sjön  ingår i Vuoksens huvudavrinningsområde.   I omgivningarna runt Vehkajärvi växer i huvudsak blandskog.